# 種子骨

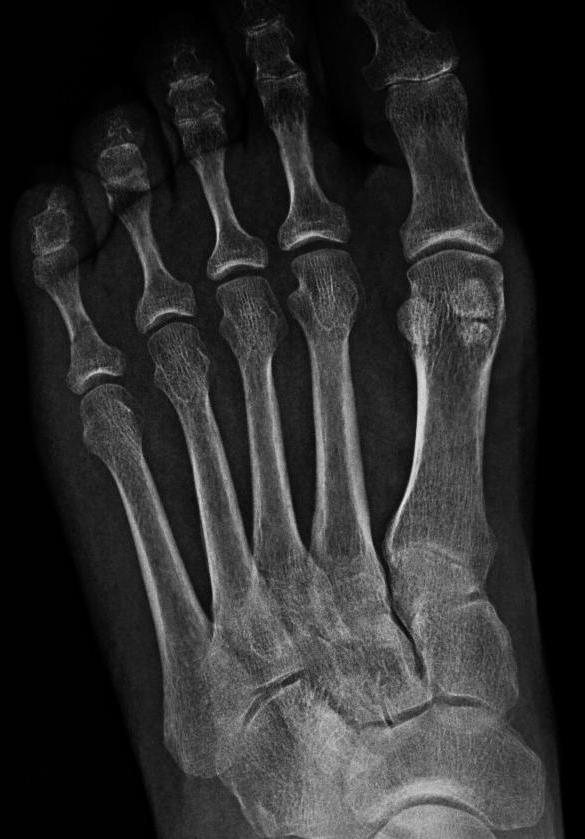
成人女性の左足のレントゲン写真。親指側第一中足骨関節にある種子骨

種子骨（しゅしこつ、英: sesamoid bone、ラテン語：Ossa sesamoidea）は、筋肉や腱の中に形成される骨である。多くの場合、骨の歪に応じて形成される。
役割として、頻繁に移動する部位（手や足）に生じ、腱や靱帯の方向を変える滑車のようにふるまい、骨と腱の間の摩擦を減らし、筋力を伝達する腱の能力を高める。また、脱臼するのを防いでいる。骨化の程度はまちまちである。

## 名前
英語のsesamoidは種子骨のサイズが小さいことから、ラテン語の"sesamum"（ゴマの種）を由来とする。

## 種子骨の例
- 膝の場合、大腿四頭筋の腱部分に存在する膝蓋骨が種子骨[2]
- 手の場合、母指や人差し指の付け根の手のひら側（第一中手骨（英語版））遠位端（母指内転筋・短母指屈筋の腱）にある（母指の付け根には通常二つある）。
- 手首の場合、豆状骨（尺側手根屈筋の腱）[4]。出生時には存在せず、一般に9-12歳の子供に形成される[5]。
- 足の場合、母趾の付け根（母趾球、第一中足骨）に二つある（短母趾屈筋の腱）[6]。
- 耳の場合、音を伝える耳小骨にも形成される。

## 種子骨の疾病
- 種子骨炎（英語版）

## 動物の例
馬やパンダなどにみられる。